# Генріх I (маркграф Бранденбургу)
Генріх I Безземельний (нім. Heinrich ohne Land; 21 березня 1256 — 14 лютого 1318) — маркграф Бранденбург-Штендаля у 1266—1318 роках, маркграф Ландсбергу у 1294—1318 роках.

## Життєпис
Походив з роду Асканіїв. Син Йогана I, маркграфа Бранденбургу, та Софії (доньки Вальдемара II, короля Данії). Народився у 1256 році.
У 1266 році після смерті батька разом з братами Конрадом I, Йоганом II і Отто IV стає Бранденбург-Штендальським маркграфом. Втім до 1267 року загальне керівництво Бранденбургом здійснював стрийко — Отто III.
Разом з тим тривалий час мав невеличкі особисті володіння та не брав участі в управлінні маркграфством. Це й отримав своє прізвисько «Безземельний». У 1294 році став керувати Бранденбург-Штендалем разом з братами Конрадом I і Отто IV. Водночас отримав область Деліч та остаточно викупив у Альбрехта II Веттіна, маркграфа Мейсена, маркграфство Ландсберг. Тому Генріх I став йменуватися також маркграфом Ландсберзьким. У 1298 або 1299 році оженився на доньці герцога Баварії.
Внаслідок конфлікту з прелатами Ландсбергу був відлучений від церкви Бурхардом II, архієпископом Магдебургу. У 1308 році після смерті Отто IV розділив зі своїм небожем Вальдемаром маркграфство Бранденбург-Штендаль, значно збільшивши власні володіння. Водночас став старшим в Йоганівській лінії Асканіїв.
У 1311 році вимушений був поступитися своїми феодами на користь Рудольфа I, герцога Саксонії (йому передано пфальцграфство Саксонське з замками Гріленберг в Зангерхаузені та Распенбург в Растенбергу).
1313 року після смерті імператора Генріха VII Люксембурга, Вальдемар I, маркграф Бранденбур-Штендаля, запропонував Генріху I висунути свою кандидатуру на трон імператора. Втім той відмовився балотуватися. Натомість оголосив про підтримку кандидатури Фрідріха Габсбурга, але зрештою 1314 року віддав голос за Людвіга Віттельсбаха.
Помер у 1318 році. Йому спадкував син Генріх II.

## Родина
Дружина — Агнес, донька Людвіга II Віттельсбаха, герцога Баварії та його третьої дружини Матильди Габсбург.
Діти:
- Генріх (бл. 1308—1320) — маркграф Бранденбургу у 1319—1320 роках
- Софія (1300—1356) — дружина Магнуса I, герцога Брауншвейг-Вольфенбюттельського
- Юдіт — дружина Генріха II, герцога Брауншвейг-Грубенгаген
- Магдалена (бл. 1301—1347) — абатиса монастиря Св. Клари